# Friedrich August Stolln

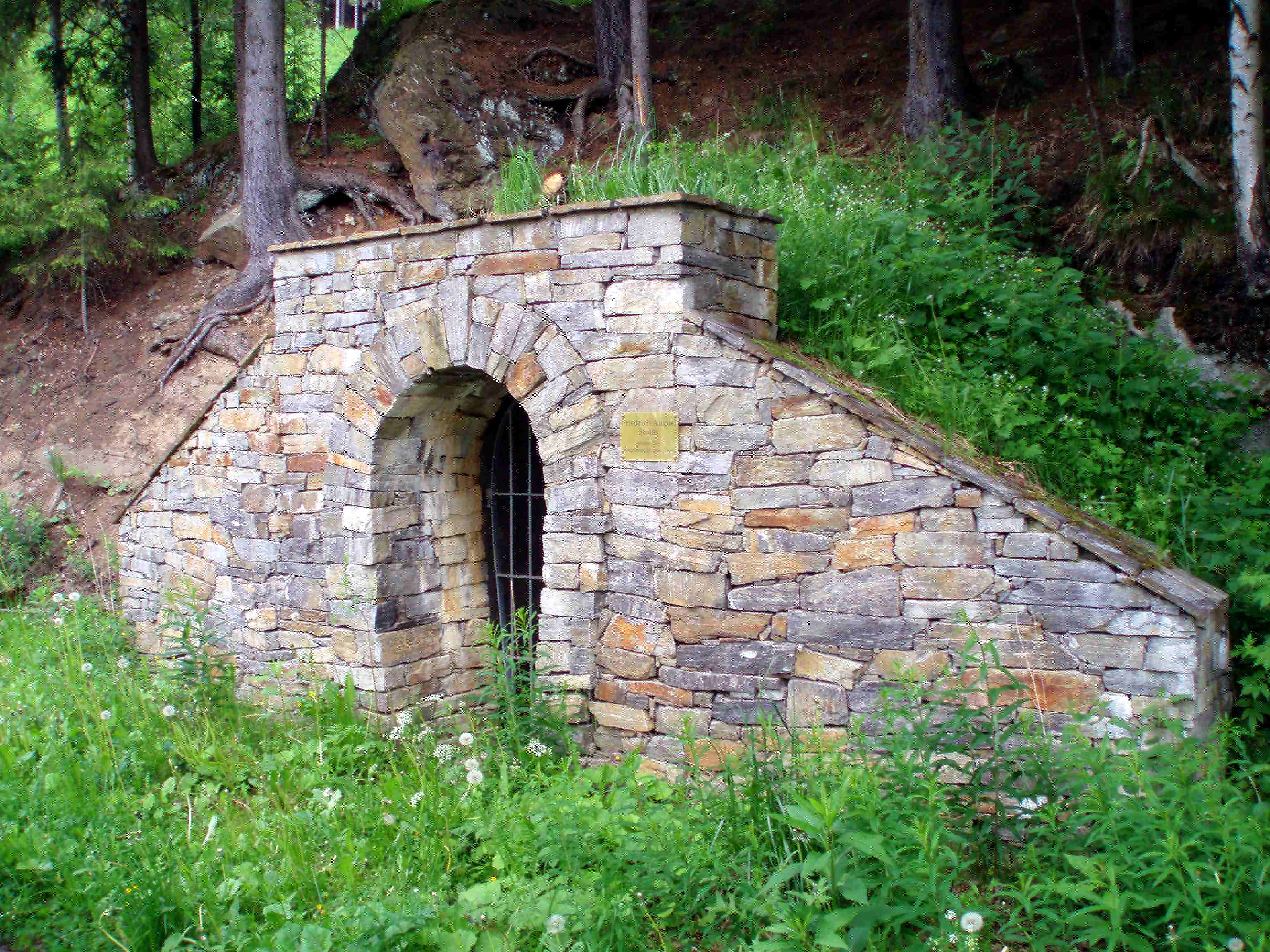
Mundloch des Friedrich August Stollns

Der Friedrich August Stolln war ein Bergwerk am Mittleren Rabenberg im Bergamtsrevier Johanngeorgenstadt im westlichen Erzgebirge.

## Geschichte
Der Friedrich August Stolln wurde 1698 nordwestlich von Johanngeorgenstadt im Schwarzwassertal unweit der Einmündung des Seifenbächels gemutet. Er wurde nach dem Kurfürsten Friedrich August von Sachsen benannt. Die Montangeschichte dieses Bergwerks ist von kurzen Betriebsperioden geprägt. Der Stolln wird weder bei Johann Christian Engelschall bis 1722 noch einmal erwähnt und auch in den Churfürstlich Sächsischen Bergkalendern von 1774–1784 sowie in den Ausbeutebögen von 1799 und 1800 wird er nicht genannt. Im Zusammenhang von Pechblendefunden fand das Bergwerk durch Johann Carl Freiesleben im Jahr 1817 in bekannter Literatur eine Erwähnung. 1854 werden 212,5 kg uranhaltige Erze gefördert. Diese Betriebsperiode endete im Jahr 1858 und damit wurde der Stolln aufgegeben.
Zu Beginn des Jahres 1947 nahm das Objekt 01 der Wismut AG Untersuchungsarbeiten auf Uran im Stolln auf. Diese wurden ab 1948 durch das Objekt 23 weiter geführt. Im November 1948 wurde das Objekt 23 in das Objekt 08 umgewandelt. Der Stolln erhielt die Schachtnummer  40 und gehörte zur Schachtverwaltung 87. Im Dezember 1953 wurde das Objekt 08 aufgelöst und die Schachtverwaltung dem Objekt 01 unterstellt. Im Jahr 1955 wurden die Arbeiten eingestellt und das Grubengebäude verwahrt.
Nach der Verwahrung und Sanierung im Rahmen der Wismutaltstandorte wurde durch die Bergsicherung Schneeberg im Jahr 2005 ein Stollnmundloch errichtet.